# 오트루아르주의 캉통
프랑스 오트루아르주에는 총 19개의 캉통이 속해 있다. 2015년 3월 행정구역 총개편으로 인해 현재는 다음과 같이 설치되어 있다.
- 오레크쉬르루아르
- 바장바세
- 부티에르
- 브리우드
- 되리비에르제발레
- 앙블라베제메갈
- 조르주드랄리에제보당
- 메장
- 모니스트롤쉬르루아르
- 페드라파예트
- 플라토뒤오트벨레그라니티크
- 르퓌앙블레 1
- 르퓌앙블레 2
- 르퓌앙블레 3
- 르퓌앙블레 4
- 생폴리앙
- 생트플로린
- 벨레볼카니크
- 이생고